# Soyo
Soyo (dawniej Santo António do Zaire) – miasto w Angoli, w prowincji Zair. Liczy 67,5 tys. mieszkańców. Przemysł naftowy. Miasto leży nad estuarium rzeki Kongo i jest ważnym portem morskim.
W 2012 roku, w mieście został oddany do użytku pierwszy w Afryce Subsaharyjskiej terminal LNG. Skroplony gaz pochodzi w większości z destylacji ropy. Do tej pory do 85% gazu skojarzonego z ropą naftową było spalane w postaci flary. W porównaniu z 2016 r. instalacja LNG w Soyo wróciła do stabilnej produkcji w 2017 r., eksportując 0,36 bcf/d, po zamknięciu w latach 2014–2016 z powodu problemów technicznych.